# Женская сборная Мексики по кёрлингу
Женская сборная Мексики по кёрлингу — представляет Мексику на международных соревнованиях по кёрлингу. Управляющей организацией выступает Федерация ледовых видов спорта Мексики (исп. FMC Deportes Invernales AC).

## Результаты выступлений

### Панконтинентальный чемпионат
| Год  | Место | И | В | П | Состав (четвёртый/скип, третий, второй, первый, запасной, тренер)                                                             |
| ---- | ----- | - | - | - | --- |
| 2022 | 11    | 8 | 5 | 3 | Adriana Camarena (скип), Estefana Quintero, Veronica Huerta, Karla Martínez, запасной: Paulina Olivares, тренер: Doug Dalziel |
| 2023 | 7     | 7 | 1 | 6 | Adriana Camarena (скип), Estefana Quintero, Veronica Huerta, Karla Martínez, тренер: Doug Dalziel                             |
| 2024 | 7     | 7 | 1 | 6 | Adriana Camarena (скип), Karla Knepper, Veronica Huerta, Karla Martínez, запасной: Estefana Quintero, тренер: Doug Dalziel    |